# Le Confiteor de l'artiste
Le Confiteor de l'artiste est un poème de Charles Baudelaire qui fait partie du Spleen de Paris (1869).
Il est divisé en quatre paragraphes.